# دار كسوة الكعبة

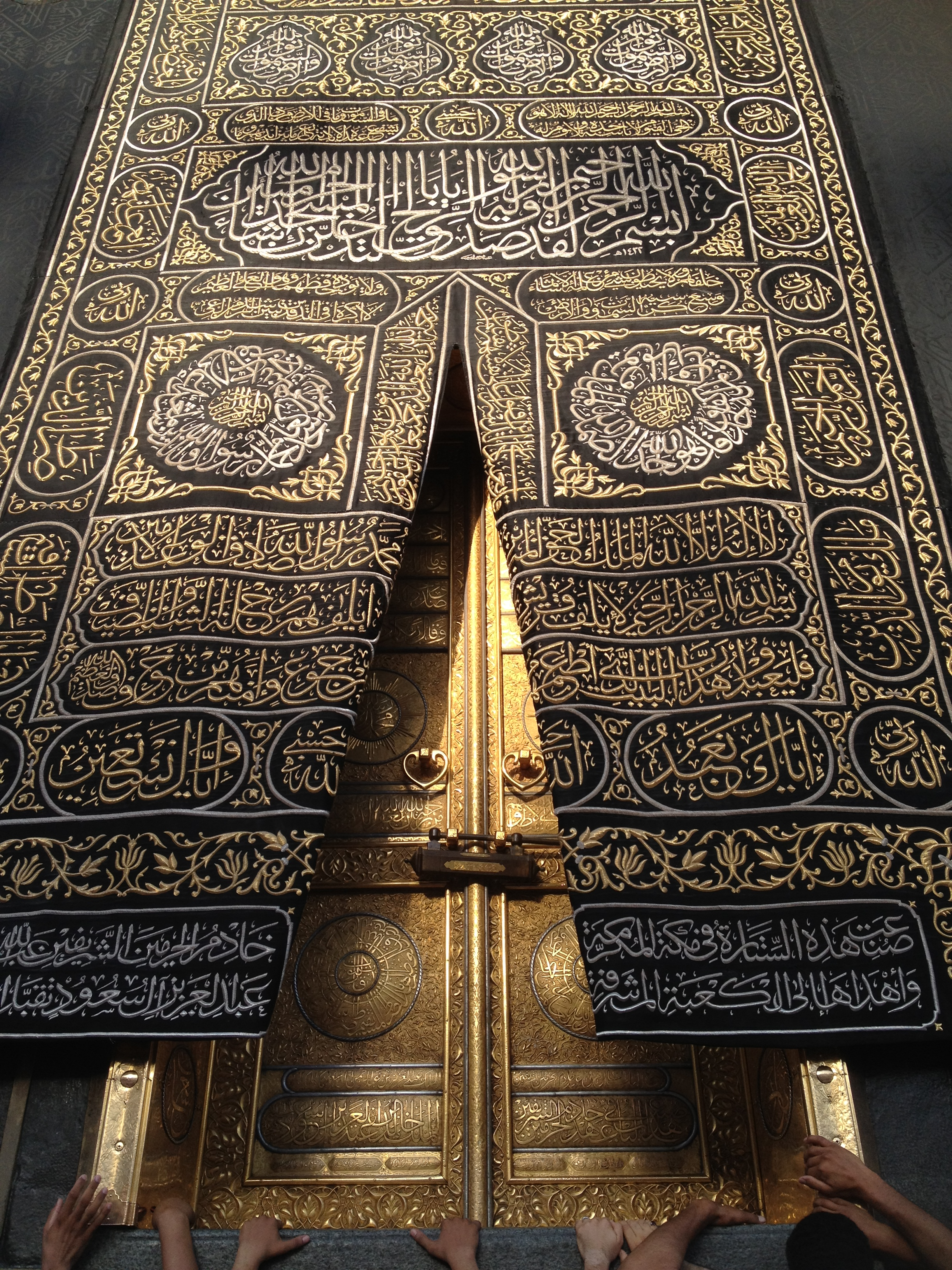
باب وكسوة الكعبة المشرفة

دار كسوة الكعبة تأسست عام 1233هـ-1818 م وما زالت موجودة، ظلت تعمل حتى عام 1962م. وكان يقام حفل رسمي كبير في حي الخرنفش أمام مسجد القاضي عبد الباسط (قاضي قضاة مصر ووزير الخزانة العامة والمشرف على صناعة الكسوة الشريفة)، ثم تخرج الكسوة في احتفال بهيج وتخرج وراءها الجموع إلى ميدان الرملية قرب القلعة. وكان مكان هذا المشغل ورشة خميس العدس، كان قد أنشاها محمد على باشا لعمل آلات أصولية مثل السندانات والمخارط الحديد والقواديم والمناشير وأدوات الأنوال لصناعة غزل ونسيج الحرير والقطن والمقصبات (التي بها خيوط من الذهب أو الفضة أو خيوطه مطلية بإحداهما)، وكانت قد أبطلت تلك الورشة بعد وفاة محمد علي وجعل محلها مشغل الكسوة الشريفة.

## البداية
مع بداية الدولة الفاطمية أهتم الحكام الفاطميين بإرسال كسوة الكعبة كل عام من مصر، وكانت الكسوة بيضاء اللون. وفي الدولة المملوكية وفي عهد السلطان الظاهر بيبرس أصبحت الكسوة ترسل من مصر، حيث كان المماليك يرون أن هذا شرف يجب ألَّا ينازعهم فيه أحد حتى ولو وصل الأمر إلى القتال، فقد أراد ملك اليمن «المجاهد» في عام 751هـ أن ينزع كسوة الكعبة المصرية ليكسوها كسوة من اليمن، فلما علم بذلك أمير مكة أخبر المصريين فقبضوا عليه، وأرسل مصفدا في الأغلال إلى القاهرة.
كما كانت هناك أيضا محاولات لنيل شرف كسوة الكعبة من قبل الفرس والعراق ولكن سلاطين المماليك لم يسمحوا لأى أحد أن ينازعهم في هذا، وللمحافظة على هذا الشرف أوقف الملك الصالح إسماعيل بن عبد الملك الناصر محمد بن قلاوون ملك مصر في عام 751هـ وقفا خاصا لكسوة الكعبة الخارجية السوداء مرة كل سنة، وهذا الوقف كان عبارة عن قريتين من قرى القليوبية هما بيسوس وأبو الغيث، وكان يتحصل من هذا الوقف على 8900 درهم سنويا، وظل هذا هو النظام القائم إلى عهد السلطان العثماني سليمان القانوني.
وأستمرت مصر في نيل شرف كسوة الكعبة بعد سقوط دولة المماليك وخضوعها للدولة العثمانية، فقد أهتم السلطان سليم الأول بتصنيع كسوة الكعبة وزركشتها وكذلك كسوة الحجرة النبوية، وكسوة مقام إبراهيم الخليل.
وفي عهد السلطان سليمان القانونى أضاف إلى الوقف المخصص لكسوة الكعبة سبع قري أخرى اتصبح عدد القرى الموقوفة لكسوة الكعبة تسعة قرى وذلك للوفاء بالتزامات الكسوة، وظلت كسوة الكعبة ترسل بانتظام من مصر بصورة سنوية يحملها أمير الحج معه في قافلة الحج المصري.
وفى عهد محمد علي باشا توقفت مصر عن إرسال الكسوة بعد الصدام الذي حدث بين أتباع الشيخ محمد بن عبد الوهاب في الأراضي الحجازية وقافلة الحج المصرية في عام 1222هـ الموافق عام 1807م، ولكن أعادت مصر إرسال الكسوة في العام 1228هـ.
وقد تأسست دار لصناعة كسوة الكعبة بحي «الخرنفش» في القاهرة عام 1233هـ، وهو حي عريق يقع عند التقاء شارع بين السورين وميدان باب الشعرية، وما زالت هذه الدار قائمة حتى الآن وتحتفظ بآخر كسوة صنعت للكعبة داخلها، واستمر العمل في دار الخرنفش حتى عام 1962م، إذ توقفت مصر عن إرسال كسوة الكعبة لما تولت المملكة العربية السعودية شرف صناعتها.
استمرت مصر في إرسال الكسوة والمحمل إلى مكة المكرمة حتى عام 1221هـ. إلا أنه في العام الثاني، كان المد السعودي على مكة المكرمة في عهد الإمام سعود الكبير، فتقابل مع أمير المحمل المصري وأنكر عليه البدع، التي تصحب المحمل من طبل وزمر وخلافه، وحذره من معاودة المجيء إلى الحج بهذه الصورة، فتوقفت مصر عن إرسال الكسوة الخارجية، فكساها الأمير سعود الكبير كسوةً من القز الأحمر، ثم كساها بعد ذلك بالديباج والقيلان الأسود، من غير كتابة. وجعل إزارها وكسوة بابها (البرقع) من الحرير الأحمر المطرز بالذهب والفضة.
وبعد سقوط الدرعية على يد جنود محمد علي باشا، وعودة السيادة العثمانية على الحجاز استأنفت مصر إرسال الكسوة في عام 1228هـ، في إطار جديد، وهو الصرف على شؤون الكسوة من الخزانة المصرية مباشرة بعد أن كان ينفق عليها من أوقاف الحرمين الشريفين. ولكن الخديوي محمد علي باشا حل ذلك الوقف، وادخل إيراداته الخزانة المصرية. وقد ترتب على ذلك أن أصبحت الظروف السياسية وطبيعة العلاقات مع حكومة مصر والسلطات الحاكمة في الحجاز تؤثران إلى حد كبير في إرسال الكسوة من مصر أو توقفها.